# Kreolska stijena
Kreolska stijena (fra. Rocher Créole) je mali otok u Karipskom moru blizu obale otoka Saint Martin, a njime se upravlja kao dijelom francuskog prekomorskog kolektiva Sveti Martin. Dio je nacionalnog rezervata prirode Saint-Martin. Stijena ima površinu od 0.2 km2 i nenaseljena je.
Uz obalu stijene je greben i mnoštvo riba. To je popularno odredište za ronjenje, sa plitkim morem i pješčanim dnom. Iako je zabranjeno penjanje na samu stijenu, čamcima je dopušten pristup u blizini dok god koriste vez.